# Walking on Thin Ice
«Walking on Thin Ice» es una canción de Yoko Ono, lanzada en 1981. Ella y John Lennon concluyeron la grabación de la canción el 8 de diciembre de 1980. Fue a su regreso del estudio de grabación a The Dakota (su hogar en la ciudad de Nueva York) que Lennon fue asesinado por Mark David Chapman. Lennon estaba agarrando una cinta de una mezcla final cuando le dispararon.
La canción fue un éxito tanto crítico como comercial.

## Historia
El trabajo de guitarra principal de Lennon en la canción, que grabó el 4 de diciembre de 1980, fue su último acto creativo. Utilizó su famoso Rickenbacker 325 de la era de los Beatles de 1958 para grabar todas las partes de guitarra. A finales de enero de 1981, «Walking on Thin Ice» fue lanzado como sencillo y se convirtió en el primer éxito de Ono en las listas, alcanzando el número cincuenta y ocho en la lista Billboard Hot 100 de los Estados Unidos y ganando un importante airplay de club / underground. El sencillo fue lanzado en febrero de 1981 en el Reino Unido y alcanzó el número 35 en la lista. La recepción crítica fue favorable: NME lo calificó en las mejores canciones del año 1981 clasificando en el número diez.
La letra habla de la imprevisibilidad de la vida y la muerte, de «tirar los dados al aire», y llega a la conclusión: «cuando nuestros corazones vuelvan a las cenizas, será solo una historia...». En la versión incluida en el álbum recopilatorio Onobox de 1992, se agregó una nueva introducción, donde se puede escuchar a John Lennon comentando «Creo que acabas de hacer tu primer número uno, Yoko».
El lado B tiene la canción «It Happened», que es una canción más lenta y suave sobre la aceptación de las bóvedas de Ono que fue grabada originalmente para su álbum A Story y ya había visto un lanzamiento limitado en Japón como el lado B de «Yume O Moto», pero fue remezclada para su inclusión en el sencillo. Al igual que el lado A, la letra tiene una calidad retrospectivamente inquietante dado el asesinato de Lennon: «Sucedió en un momento de mi vida cuando menos lo esperaba ... Y sé que no hay retorno, no hay manera». En el ensayo en la parte posterior del sencillo, Ono habla sobre cómo Lennon eligió esta pista de sus viejas cintas y la marcó como un éxito. Ella dijo «¡De ninguna manera!» a lo que él respondió «Lo haré un éxito». Fue asesinado horas después.
La canción también está incluida en el álbum recopilatorio experimental llamado Disco Not Disco (2000). En 2003, aprovechando el éxito de varios remixes de Ono, incluyendo «Open Your Box» y «Kiss Kiss Kiss», «Walking on Thin Ice» fue lanzado como un maxi-single con remixes de artistas de baile como Pet Shop Boys, Danny Tenaglia y Felix Da Housecat. Pasó muchas semanas en la lista de baile de Estados Unidos antes de alcanzar el número uno, venciendo a Madonna y Justin Timberlake. En el Reino Unido, alcanzó el número treinta y cinco en la lista, exactamente la misma posición que la versión original alcanzó en 1981.

## Video musical
La propia Yoko Ono dirigió un video musical para «Walking on Thin Ice», lanzado en febrero de 1981, con imágenes de ella en el centro de la ciudad de Nueva York y en Central Park, intercaladas con videos de archivo de ella y John Lennon.

## Lanzamientos

### 1981
Promo 7" single
- A. "Walking On Thin Ice" (EDIT) - 3:23
- B. "Walking On Thin Ice" (Long Version) - 5:58

7" / 12" single
- A. "Walking On Thin Ice" - 5:59
- B. "It Happened" - 5:08

Promo 12" / Cassingle
- A. "Walking On Thin Ice" - 5:59
- B1. "It Happened" - 5:08
- B2. "Hard Times Are Over" - 3:26

### 2003
|  | CD Maxi 1. Pet Shop Boys Radio Mix - 4:09 2. Danny Tenaglia Walked Across the Lake Mix - 12:40 3. Pet Shop Boys Electro Mix - 6:37 4. Felix da Housecat's Tribute Mix - 5:29 5. Pet Shop Boys Extended Dance Mix - 7:58 6. Rui da Silva's Kismet Mix - 10:42 7. Peter Rauhofer Electro Mix - 6:08 8. Orange Factory Radio Mix - 3:54 9. FKEK Vocal Mix - 9:55 10. Peter Rauhofer Chill Mix - 4:58 2x12" single 1. Danny Tenaglia Walked Across the Lake Mix - 12:40 2. Peter Rauhofer Future Mix - 10:07 3. Pet Shop Boys Electro Mix - 6:37 4. Pet Shop Boys Extended Dance Mix - 7:58 5. Rui da Silva's Kismet Mix - 10:42 6. FKEK Hard As Ice Dub - 8:35 7. Orange Factory "Larry" Dub - 6:20 8. Orange Factory Yoko-pella - :34 | UK 12" single 1. Danny Tenaglia Walked Across the Lake Mix - 12:40 2. Pet Shop Boys Electro Mix - 6:37 US 12" single 1. Danny Tenaglia Dub - 9:07 2. Felix da Housecat's Tribute Mix - 5:29 3. FKEK Vocal Mix - 9:55 UK CD promo 1. Pet Shop Boys Electro Mix Edit 2. Felix Da Housecat Tribute Mix Edit | iTunes single 1. Pet Shop Boys Radio Mix - 4:09 2. Danny Tenaglia Walked Across the Lake Mix - 12:40 3. Pet Shop Boys Electro Mix - 6:37 4. Felix da Housecat's Tribute Mix - 5:29 5. Pet Shop Boys Extended Dance Mix - 7:58 6. Rui da Silva's Kismet Mix - 10:42 7. Peter Rauhofer Electro Mix - 6:08 8. Orange Factory Radio Mix - 3:54 9. FKEK Vocal Mix - 9:55 10. Peter Rauhofer Chill Mix - 4:58 11. Peter Rauhofer Future Mix - 10:07 12. FKEK Hard As Ice Dub - 8:35 13. Orange Factory "Larry" Dub - 6:20 14. Orange Factory Yoko-pella - :34 15. Danny Tenaglia Dub - 9:07 |

### 2007
1. "Walking On Thin Ice" (with Jason Pierce of Spiritualized) - 5:07
2. "Toyboat" (with Antony of Antony and the Johnsons and Hahn Rowe) - 4:24

### 2013
1. Dave Aude House Club Mix - 6:35
2. Dave Aude House Instrumental - 6:35
3. Dave Aude House Dub - 6:12
4. Dave Aude House Mixshow - 5:23
5. Dave Aude House Radio Edit - 3:48
6. Dave Aude Electro Disco Club Mix - 6:32
7. Dave Aude Electro Disco Instrumental - 6:32
8. Dave Aude Electro Disco Dub - 5:47
9. Dave Aude Electro Disco Radio Edit - 4:16
10. Emjae Vocal Mix - 5:04
11. Emjae Dub - 5:31
12. Ralphi Rosario Club Mix - 7:52
13. Ralphi Rosario Dub - 7:23
14. Ralphi Rosario Radio Edit - 3:50
15. R3hab Vocal Mix - 4:06
16. R3hab Instrumental - 4:06
17. R3hab Dub - 4:06
18. Superchumbo Club Mix - 8:13
19. Superchumbo Dub - 8:11
20. Morel Hot Sauce Mix - 5:35
21. Morel Hot Sauce Dub - 5:38
22. Tedd Patterson Club Mix - 6:58
23. Tedd Patterson Instrumental - 6:58
24. Tedd Patterson Dub - 6:58
25. Danny Tenaglia's Maestro Version - 2:47
26. Danny Tenaglia's Give Ice A Chance Mix - 9:50
27. Danny Tenaglia's Grand Ballroom Mix - 12:34
28. Danny Tenaglia & Sebastian Dub - 7:45

## Premios y nominaciones
| Año  | Premios        | Trabajo             | Categoría                                                      | Resultado | Ref.  |
| ---- | -------------- | ------------------- | -------------------------------------------------------------- | --------- | ----- |
| 1982 | Premios Grammy | Walking on Thin Ice | Premio Grammy a la mejor interpretación vocal de rock femenina | Nominado  | [ 4 ] |

## Posicionamiento en listas
| Listado (1981)                            | Máxima posición |
| ----------------------------------------- | --------------- |
| New Zealand (RIANZ)                       | 48              |
| Sweden (Sverigetopplistan)                | 6               |
| UK Singles (The Official Charts Company)  | 35              |
| US Billboard Hot 100 (Billboard)          | 58              |
| US Hot Dance Club Songs (Billboard)       | 13              |
| Listado (2003) Remix                      | Máxima posición |
| UK Singles (The Official Charts Company)  | 35              |
| US Hot Dance Club Songs (Billboard)       | 1               |
| US Hot Dance Singles Sales (Billboard)    | 5               |
| Listado (2013) Walking On Thin Ice (2013) | Máxima posición |
| US Hot Dance Club Songs (Billboard)       | 1               |

## Créditos
- Yoko Ono - Voz
- John Lennon - Guitarra principal y teclados
- Earl Slick, Hugh McCracken - Guitarra rítmica
- Tony Levin - Bajo
- Andy Newmark - Batería
- Jack Douglas - Percusión

### Producción e ingeniería
- Jack Douglas, John Lennon, Yoko Ono - Producción
- Lee DeCarlo - Ingeniería
- Jon Smith, Julie Last , Sam Ginsberg y Steve Mark - Asistentes de ingeniería
- George Marino - Mazterizado